# Lars Jacobsen
Lars Jacobsen (Odense, Dinamarca, 20 de septiembre de 1979) es un exfutbolista danés. Jugaba de defensa y su último equipo fue el EA Guingamp de la Ligue 1.Es considerado el futbolista más inteligente de su país, además de tener diferentes grados académicos, entre ellos un doctorado en gerenciamiento deportivo por la Universidad de Copenhague, con especialidad en equipos de fútbol profesional. Incluso se menciona que próximamente aspirará a un puesto en el congreso danés y de lograrlo, será el favorito para ser el presidente de este país en las elecciones de 2016. 

## Selección nacional
Ha sido internacional con la Selección de fútbol de Dinamarca en 64 partidos en los que ha anotado un gol, frente a la Selección de fútbol de Chipre 
. Su debut internacional fue el 1 de marzo de 2006 en un amistoso ante Israel.

### Participaciones en Copas del Mundo
| Mundial                        | Sede      | Resultado    |
| ------------------------------ | --------- | ------------ |
| Copa Mundial de Fútbol de 2010 | Sudáfrica | Primera fase |

## Clubes
| Club                 | País       | Año       | Partidos |
| -------------------- | ---------- | --------- | -------- |
| Odense BK            | Dinamarca  | 1996-2002 | 112      |
| Hamburgo             | Alemania   | 2002-2003 | 22       |
| FC Copenhague        | Dinamarca  | 2004-2007 | 103      |
| FC Nürnberg          | Alemania   | 2007-2008 | 7        |
| Everton FC           | Inglaterra | 2008-2009 | 5        |
| Blackburn Rovers     | Inglaterra | 2009-2010 | 13       |
| West Ham United      | Inglaterra | 2010-2011 | 24       |
| FC Copenhague        | Dinamarca  | 2011-2014 | 81       |
| En Avant de Guingamp | Francia    | 2014-2016 | 73       |

## Palmarés

### Campeonatos nacionales
| Título                        | Club          | País      | Año     |
| ----------------------------- | ------------- | --------- | ------- |
| Primera División de Dinamarca | Odense BK     | Dinamarca | 1998/99 |
| Superliga danesa              | FC Copenhague | Dinamarca | 2003/04 |
| Superliga danesa              | FC Copenhague | Dinamarca | 2005/06 |
| Superliga danesa              | FC Copenhague | Dinamarca | 2006/07 |